# Чіпріано де Роре
Чіпрі'ано де Р'оре (італ. Cipriano de Rore), також Кипріан де Роре (1515 або 1516, Ронсе — між 11 вересня та 20 вересня 1565, Парма) — фламандський та італійський композитор та викладач музики.
Був представником франко-фламандської школи після Жоскена Депре. Переїхав до Італії і взяв дуже активну участь у розвитку музики пізнього Відродження. Один з найвидатніших композиторів-мадригалістів другої половини XVI століття.

## Біографія
Недавні дослідження встановили, що Чіпріано де Роре народився у Ронсе (фр. Renaix), фламандському місті, що розташувалось на кордоні франко-бельгійського та фламандського мовних та культурних ареалів, тобто у самому серці території, де розвинулась франко-фламандська школа. Здається певним, що він походить з дуже заможної родини, про його ж студії у молоді літа нічого невідомо; останні дослідження однак виявили його присутність у групі сановників, пажів та слуг, які у 1533 році супроводжували до Неаполя Маргариту, герцогиню Пармську, де вона мусила виконати шлюбні обіцяння щодо Алессандро Медічі, герцога Флоренції.
Чіпріано де Роре міг супроводжувати герцогиню, отримуючи при цьому освіту в Італії. В іншому випадку він міг отримати її у Антверпені. Довго вважалося, що він навчався у Венеції з Адріаном Віллартом і співав у капелі Базиліки св. Марка, але джерел для обґрунтування цих гіпотез замало. Проте молодий півчий у Сан Марко міг не залишити слідів своєї присутності.
У 1542 році він перебував у Брешії, де певно залишався до 1546 року; в цей період він починає здобувати славу як композитор, опублікувавши книгу мадригалів та дві книги мотетів.
У 1547 році переїхав до Феррари на службу до герцога Феррари, Модени та Реджо Ерколе II д'Есте як хормейстер. Тут він мав таких учнів як Жак де Верт та Луццаско Луццаскі, які стали основоположниками однієї з найважливіших авангардних течій пізнього Відродження в Італії. По смерті герцога у 1559 році він запропонував свої послуги його наступнику Альфонсо II д'Есте, але новий герцог відхилив його пропозицію і призначив на його місце Франческо далла Віола.
З 1560 до 1563 роки перебував на службі у Маргарити Пармської у Брюсселі та її чоловіка Оттавіо Фарнезе герцога Парми, у Емільському місті. У 1562 році був призначений капельмейстером Базиліки св. Марка у Венеції, але у 1564 році звільнився й повернувся до Парми, де залишався до смерті.

## Творчість та впливи

### Духовна музика
Роре знаменитий своїми мадригалами в італійському стилі, але він також був плідним композитором і в сакральній музиці, пишучи меси та мотети.
Вихідним пунктом його творчості була музика Жоскена Депре, яку він розвивав у старовинному стилі.

### Світська музика
Роре був найвидатнішим мадригалістом середини XVI століття, написав понад 120 мадригалів, які опублікував у 10 книгах між 1542 та 1565 роками; інші мадригали публікувалися нарізно. Вони є переважно на 4 або 5 голосів, один на 6 та один на вісім; написані здебільша на вірші Петрарки, Аріосто та інших, менш відомих поетів. Тон цих творів схиляється до серйозності та сильно контрастує з працями перших мадригалістів на кшталт Жака Аркадельта та Філіппа Верделота.
Окрім того, Роре вдався до хроматизму, що стало новацією середини століття. Він був вигадливим контрапунктистом і використовував канони та техніку імітації, застосовував усі ресурси поліфонії, що розвинулась у першій половині століття в світській музиці. Вплив стилю Роре явно спостерігається у працях Орландо ді Лассо, Джованні П'єрлуїджі да Палестріна, Андреа Рота, Філіппе де Монте, а також Клаудіо Монтеверді. Альфред Айнштайн писав у «The Italian Madrigal» (Італійський мадригал) (1949): «Справжнім духовним спадкоємцем Роре був Монтеверді, але Роре зберігав у себе ключ усього розвитку італійського мадригалу після 1550».
Роре компонував також світські мотети латиною на противагу духовним мадригалам, написаним у зв'язку з виконанням сакральних обов'язків. З точки зору стилістики, ці мотети подібні до мадригалів.

## Твори

### Секулярні
- I madrigali (Мадригали) (Венеція, 1542, п'ять голосів)
- Il primo libro de madregali cromatici ((Перша книга хроматичних мадригалів) (Венеція, 1544, п'ять голосів; розширення публікації 1542)
- Il secondo libro de madregali (Друга книга мадригалів) (Венеція, 1544, п'ять голосів)
- Il terzo libro di madrigali (Третя книга мадригалів) (Венеція, 1548, п'ять голосів)
- Musica … sopra le stanze del Petrarcha … libro terzo ((Музика … на станці Петрарки … книга третя) (Венеція, 1548, п'ять голосів)
- Il primo libro de madrigali (Перша книга мадригалів) (Феррара, 1550, п'ять голосів) (також містить канцони французькою)
- Il quarto libro d'imadregali (Четверта книга мадригалів) (Венеція, п'ять голосів)
- Il secondo libro de madregali (Друга книга мадригалів) (Венеція, 1557, чотири голоси)
- Li madrigali libro quarto (Мадригали книга четверта) (Венеція, 1562, п'ять голосів)
- Le vive fiamme de' vaghi e dilettevoli madrigali (Живі пломені вишуканих та осолодних мадригалів) (Венеція, 1565, чотири та п'ять голосів) (також містить світскі латинські твори)
- Il quinto libro de madrigali (П'ята книга мадригалів) (1566, п'ять голосів) (також містить світскі латинські твори)
- Численні додаткові праці в збірках, між 1547 та 1570

### Сакральні
- Motectorum liber primus (Венеція, 1544, п'ять голосів)
- Motetta (Венеція, 1545, п'ять голосів)
- Il terzo libro di motetti (Третя книга мотетів) (Венеція, 1549, п'ять голосів)
- Passio Domini Nostri Jesu Christi secundum Joannem (Paris, 1557; два — шість голосів)
- Motetta (Венеція, 1563, чотири голоси)
- Sacrae cantiones (Венеція, 1595; п'ять — сім голосів)